# Anselmo Lurago

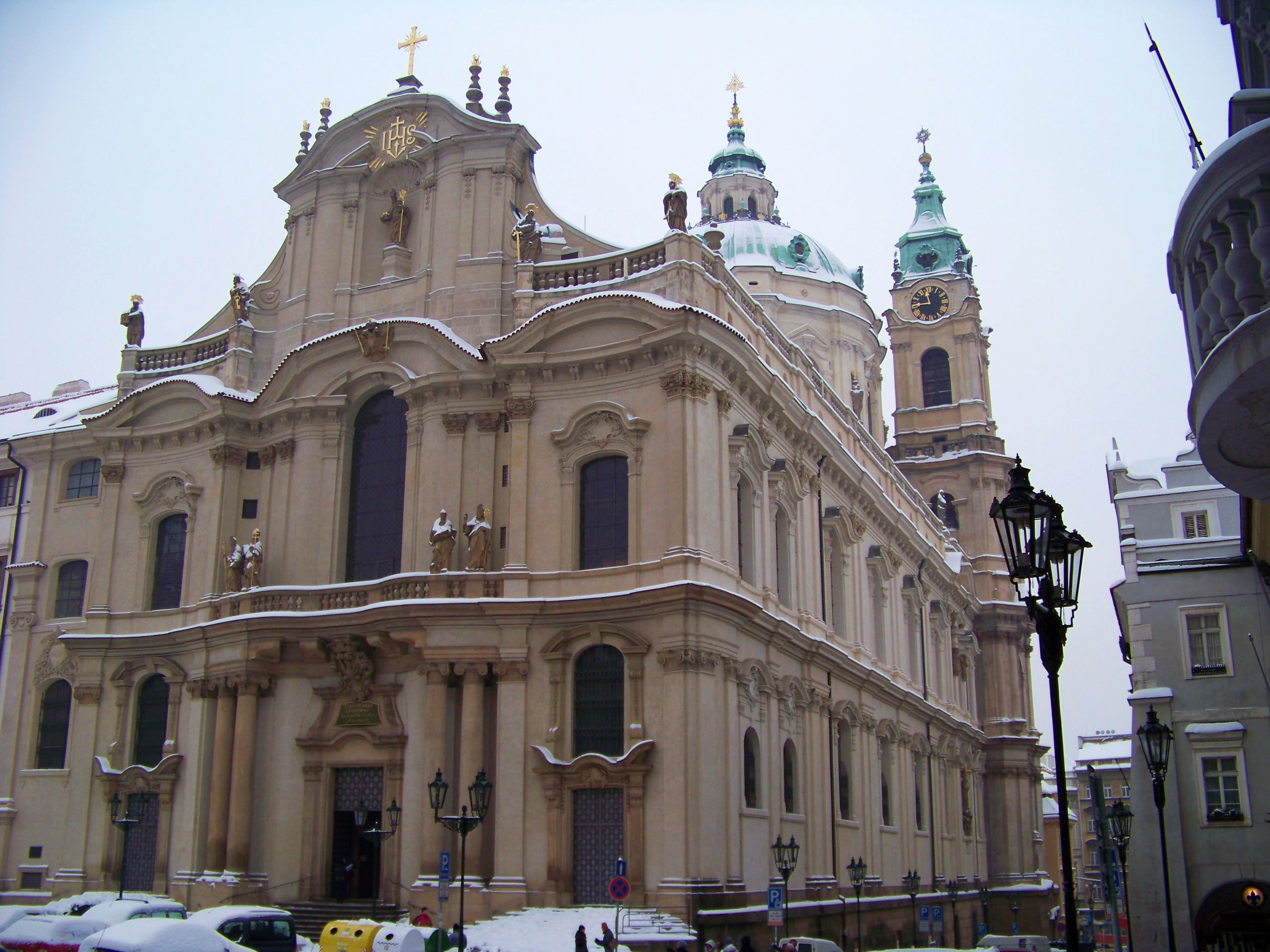
A kisoldali Szent Miklós-templom

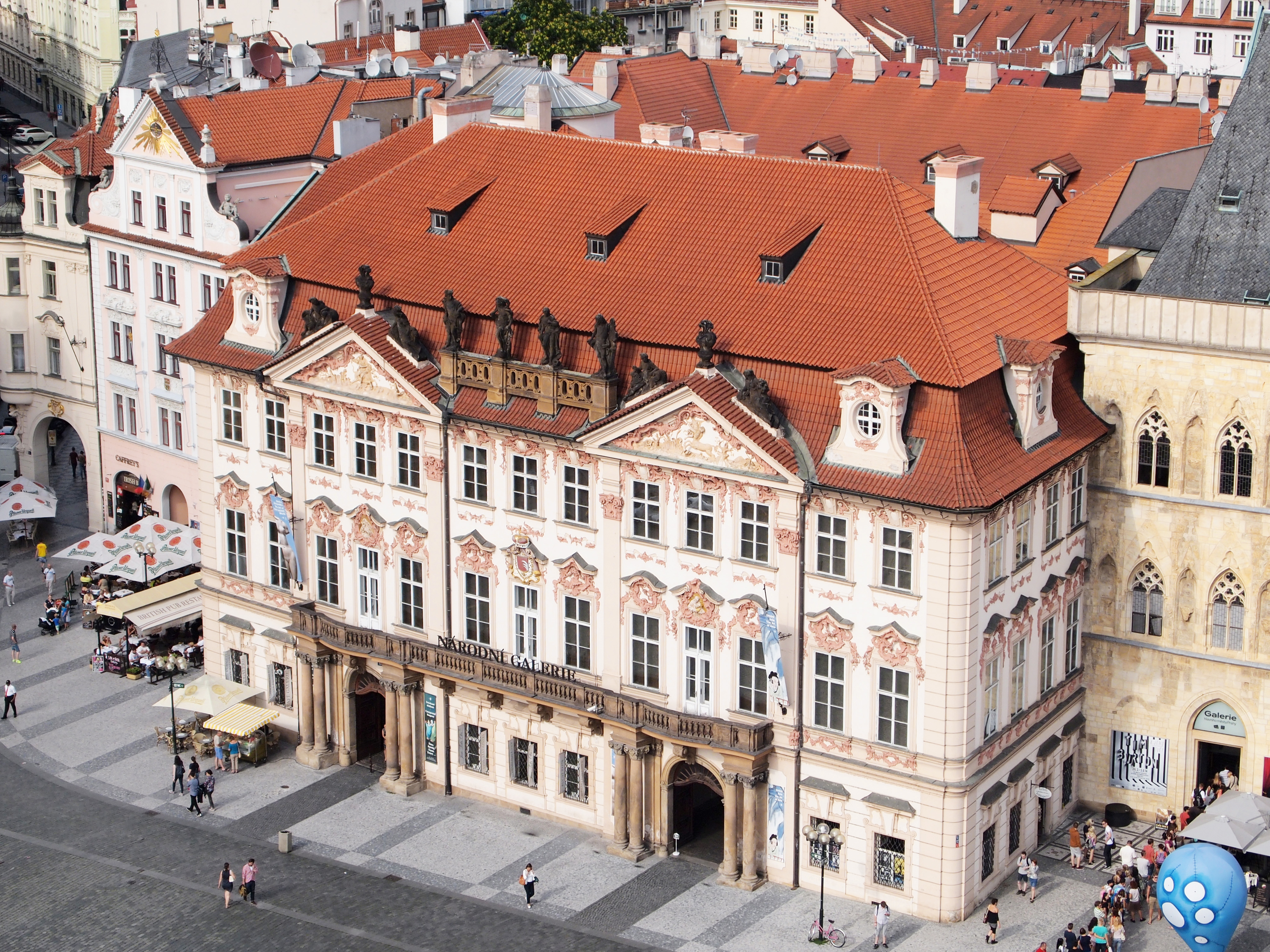
A Kinský-palota

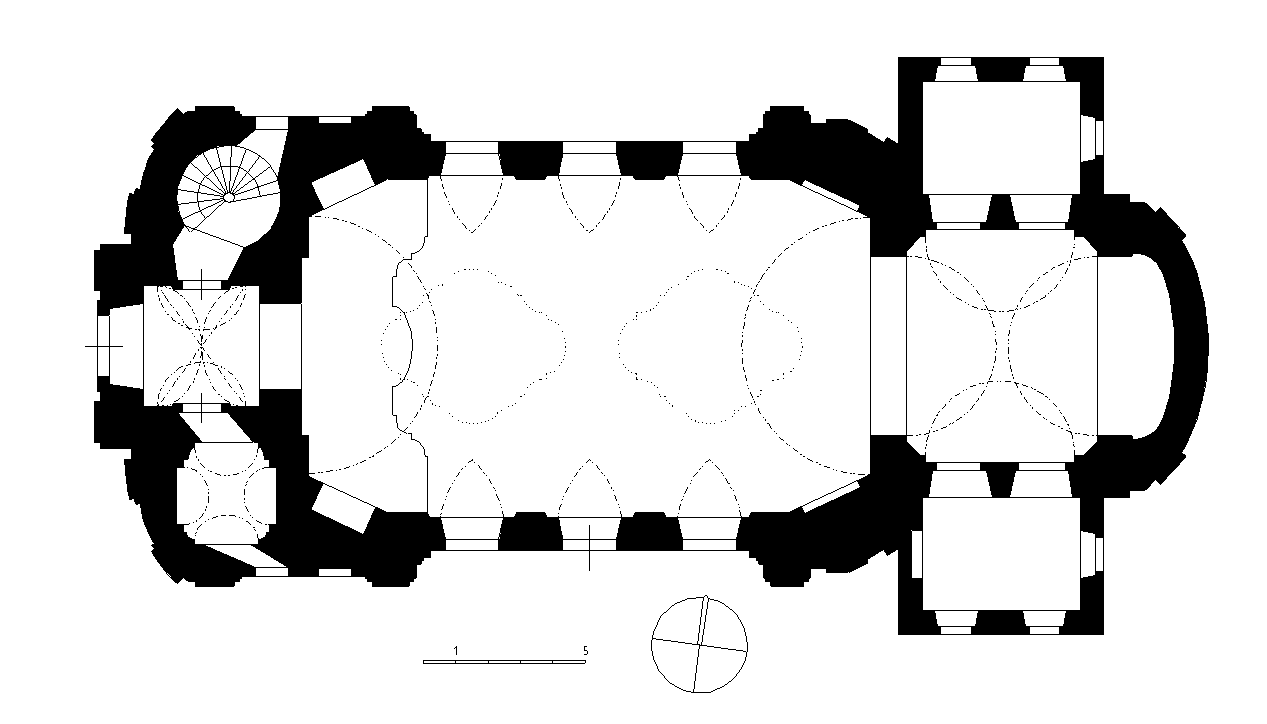
Az osovi Keresztelő Szent János-templom alaprajza

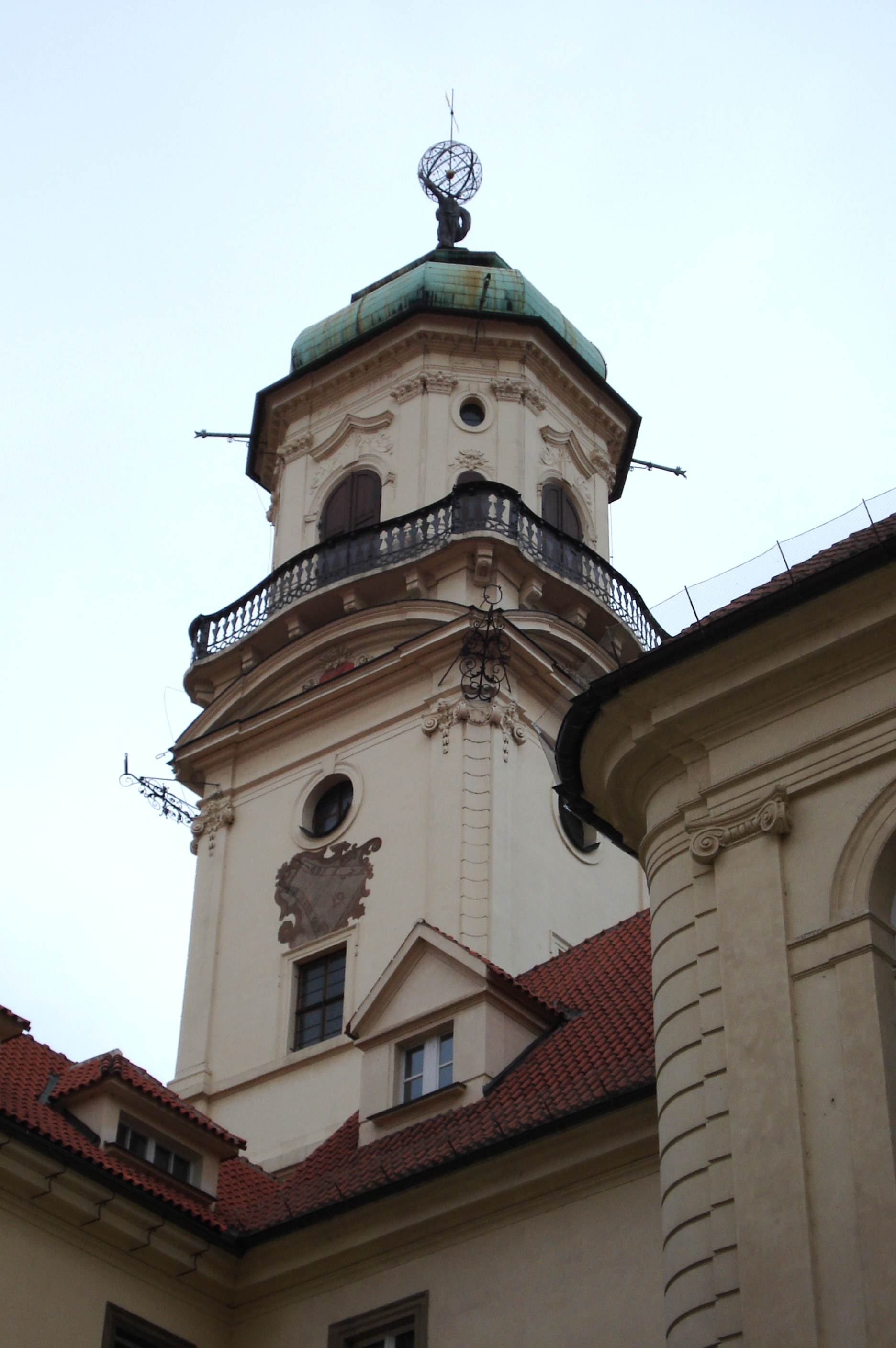
Klementinum, csillagász torony (František Maxmilián Kaňkával, 1720 körül)

Anselmo Martin Lurago (Como, 1701. január 9. – Prága 1765. november 29.) olasz származású (prágai vlach) cseh építész, a késő barokk és rokokó kiváló mestere, a Dientzenhofer család két tagjával (Christoph-fal és Kiliannal) Prága barokk arculatát meghatározó mesterek egyike.

## Élete
A comói Pellio Intelviben született a építészcsalád 5. generációjában. A család hagyományosan szoros kapcsolatokat ápolt Prágával, ahol már Anselmo szépapja, Carlo Lurago is dolgozott az 1630-as években. Anselmo húszas éveiben települt át Prágába, ahol František Maxmilián Kaňka tanítványa lett. Ennek köszönhető, hogy típusosan közép-európai épületein a szülőföldjéről hozott olaszos hatás kevéssé érezhető. 1727-ben kapott polgárjogot a Kisoldalban. Csehországban, főleg Prágában dolgozott. Az ismert építész Kilian Ignaz Dientzenhofer lányát vette feleségül, és apósa halála után annak több munkáját ő fejezte be.

## Munkássága
Prágában számos egyházi és világi épületet tervezett, illetve épített fel. Két legjelentősebb munkájának a Kisoldalban álló Szent Miklós-templomot és az Óvárosban a Kinsky-palotát tartják. 1742-ben Carlo Antonio Palliardi stukkómívessel dolgozott a Szent István-kápolna homlokzatán.

## Jelentős épületei (erősen hiányos)

### A Kisoldalban
A kisoldali Szent Miklós-templom a városrész központjában, Kisoldali téren (Malostranské Namesti) áll; a prágai barokk legismertebb épülete. Christoph Dientzenhofer tervei szerint kezdték építeni 1703-ban. A tervező halála (1722) után a munkát fia, Kilian Ignaz Dientzenhofer folytatta, és Luragóval közösen fejezte be 1656-ban. A templombelső 1500 m²-es freskója szent Miklós megdicsőülését ábrázolja.

### Az Óvárosban
Az Óvárosi tér (Starometské Námestí) északnyugati sarkán álló Szent Miklós templom Prága egyik legszebb barokk temploma. Nemcsak kívülről lenyűgöző, de belseje is sok látnivalót tartogat. Nagy, zöld kupolája összetéveszthetetlen. Építését a neves német építész, Christoph Dientzenhofer kezdte, halála (1622) után fia folytatta, és az ő halála (1751) után Lurago fejezte 1755-ben. Belsejében látható Európa legnagyobb freskója és az az orgona, amin Mozart játszott 1787-ben.
A Kinský-palota 1755–1756-ban épült Kinský gróf számára (a 19. század elején bővítették). A főhomlokzat címerpajzsai Ignaz František Platzer munkái. A 19. században német tannyelvű középiskola volt; leghíresebb diákja Franz Kafka.
Az Óvárost az Újvárostól elválasztó Na příkopě utcában álló Sylva-Taroucca palotát 1743-ban kezdte építeni Kilian Ignaz Dientzenhofer. Halála után ennek építését is Lurago vette át, és 1752-ben be is fejezte az épületet.

### A Várban
A Második udvar délkeleti sarkában álló Szent Kereszt-kápolnát 1753 után készítette, amikor Mária Terézia átépíttette a várat.

### A Hradzsinban
1741. november 26-án az osztrák örökösödési háború (első sziléziai háború) részeként a franciák, szászok és bajorok megrohanták Prágát. Az ágyúzás egyebek közt s városrész déli peremén álló Mária mennybemenetele templomot is megrongálta. A templomot 1742-ben Lurago állította helyre; ekkor kapta az épület mai, barokkos arculatát.
A Loreto téren (Loretánské náměstí) álló Černín-palotát is a francia tüzérség rongálta meg, és ezt is Lurago állította helyre.

### Csehország egyéb városaiban
- Szent Lőrinc-kolostor (Jezvé, 1746–1756)
- Keresztelő Szent János-templom átépítése (Osov),

## Fordítás
- Ez a szócikk részben vagy egészben  az   Anselmo Lurago című cseh Wikipédia-szócikk ezen változatának fordításán alapul.  Az eredeti cikk szerkesztőit annak laptörténete sorolja fel. Ez a jelzés csupán a megfogalmazás eredetét és a szerzői jogokat jelzi, nem szolgál a cikkben szereplő információk forrásmegjelöléseként.